# Mohamed Bassiouny
Mohamed Bassiouny (tiếng Ả Rập: محمد بسيوني; sinh ngày 8 tháng 8 năm 1989) là một cầu thủ bóng đá người Ai Cập hiện tại thi đấu ở vị trí tiền vệ tấn công cho câu lạc bộ Ai Cập Enppi. Anh gia nhập Enppi năm 2016 theo dạng chuyển nhượng tự do từ Ittihad El-Shorta.